# La Légende de Zatoïchi : Voyage à Shiobara
Série Zatoichi
La Légende de Zatoïchi : Zatoïchi contre le sabreur manchot
(1971) La Légende de Zatoïchi : La Blessure
(1972)
Pour plus de détails, voir Fiche technique et Distribution.
La Légende de Zatoïchi : Voyage à Shiobara (座頭市御用旅, Zatōichi goyō-tabi) est un film japonais réalisé par Kazuo Mori, sorti en 1972.

## Synopsis
Zatoïchi porte secours à une voyageuse en train d'accoucher et qu'un yakuza vient de détrousser. Il sauve le bébé, mais la mère meurt en prononçant le nom du père : Sataro, à Shiobara. Zatoïchi prend le nourrisson sous sa protection, mais un mystérieux enfant l'épie jusqu'à Shiobara où il ne trouve que la sœur de Sataro, Oyaé, harcelée par des yakuzas. Elle attend son frère, d'une province voisine, qui doit apporter l'argent destiné à payer sa dette. Quand Sataro se fait enfin expliquer les circonstances du drame, l'enfant (qui n'est autre que son fils aîné) réapparaît et accuse le masseur aveugle du meurtre de sa mère.

## Fiche technique
- Titre : La Légende de Zatoïchi : Voyage à Shiobara
- Titre original : 座頭市御用旅 (Zatōichi goyō-tabi?)
- Titre anglais : Zatoichi at Large
- Réalisation : Kazuo Mori
- Scénario : Kinga Naoi, d'après une histoire de Kan Shimozawa
- Producteurs : Shintarō Katsu et Yoshinobu Nishioka
- Sociétés de production : Katsu Production et Tōhō
- Musique : Kunihiko Murai
- Photographie : Fujio Morita
- Pays d'origine :  Japon
- Langue originale : japonais
- Format : Couleurs - 2,35:1 - son mono - 35 mm
- Genre : Chanbara
- Durée : 90 minutes[1]
- Date de sortie :
  - Japon : 15 janvier 1972[1]

## Distribution
- Shintarō Katsu : Zatoïchi
- Rentaro Mikuni : Tetsugoro
- Hisaya Morishige : Tobei
- Etsushi Takahashi : Sataro
- Naoko Otani : Oyae
- Osamu Sakai : Seiji

## Autour du film
La Légende de Zatoïchi : Voyage à Shiobara est le 23e des 26 films où Shintarō Katsu interprète le personnage du masseur aveugle Zatoïchi.